# (464603) 2016 CF128
(464603) CF128 es un asteroide perteneciente al cinturón de asteroides, descubierto el 11 de septiembre de 2007 por el equipo Spacewatch desde el Observatorio Nacional de Kitt Peak (Arizona, Estados Unidos).